# Skowronków
Skowronków (czes. Skřivánkov, niem. Lehrenfeld, Lerchenfeld) – przysiółek wsi Konradów w Polsce, położony w województwie opolskim, w powiecie nyskim, w gminie Głuchołazy, w Górach Opawskich, obok wzniesienia Czapki (440 m n.p.m.). Jego powierzchnia wynosi 0,7 km² (70 hektarów).
W latach 1975–1998 przysiółek administracyjnie należał do ówczesnego województwa opolskiego.

## Geografia
Współczesny Skowronków to niewielki przysiółek leżący nad Złotym Potokiem, u podnóża Czapki. Zachowało się w nim kilka starych domów, aleja potężnych lip i kapliczka z XIX wieku. Obok przebiegają turystyczne szlaki piesze i rowerowe z Głuchołaz do Prudnika.

## Historia
Osadę założono w 1786 na polach pod wzgórzem Czapka. Przebiegała w tym miejscu jedyna droga z Jarnołtówka do Konradowa i dalej do Głuchołaz. Przez zmiany granic państwowych w wyniku wojen śląskich, Jarnołtówek i Konradów znalazły się w granicach Królestwa Prus, natomiast droga w rejonie Skowronkowa, a także sama miejscowość, pozostały w Austrii i wbijały się klinem w terytorium pruskie. Aby podróżni nie musieli dwukrotnie przekraczać granicy w tym miejscu, po stronie pruskiej zbudowano nową szosę z Jarnołtówka do Konradowa, omijającą Skowronków.
Po II wojnie światowej Skowronków leżał na terytorium Czechosłowacji (był częścią Zlatych Hor), w lutym 1959 roku został włączony do gminy Głuchołazy, wtedy też ustalono polską nazwę miejscowości; w zamian Czechosłowacja poszerzyła swoje terytorium w pobliżu Łąki. Przysiółek został zespolony z polską siecią dróg za pomocą szosy do Konradowa.

## Religia
Przy drodze do Skowronkowa, w kierunku na Konradów, znajduje się kapliczka z dwuspadowym dachem. W prostokątnej wnęce obrazek z Matką Bożą z Dzieciątkiem Jezus.

## Turystyka
Oddział PTTK „Sudetów Wschodnich” w Prudniku ustanowił turystyczną Odznakę Krajoznawczą Ziemi Prudnickiej, którą zdobywa się poprzez zwiedzenie odpowiedniej liczby obiektów w miejscowościach położonych na ziemi prudnickiej i warunkowo w miejscowościach w Parku Krajobrazowym Góry Opawskie, w tym w Skowronkowie.